# 綱掛裕美
綱掛裕美（日语：／ Tsunakake Hiromi，11月5日—），日本女性配音員。I'm Enterprise所屬。出身於京都府。O型血。
她有時被稱為網掛 裕美。

## 簡歷
綱掛裕美從小就是電視兒童，也喜歡動畫。有一天，當她因為不喜歡的事情而感到沮喪時，動畫給了她勇氣。之後，她了解了配音員這個職業，並想到「光是聽自己的聲音就能帶給人能量，真是太厲害了！」、「我也想做這樣的工作」。
她在高中時期閱讀的雜誌文章中了解到日本播音演技研究所。在許多學校和訓練機構中，綱掛選擇了日本播音演技研究所，因為課程的時間和預算最適合她。因為這是一所附屬於製作公司的訓練機構，她的父母感到很放心。她在高中3年級時進入日本播音演技研究所大阪分校學習，並繼續學習了3年，直到短期大學畢業。之後，她從京都搬到東京，進入日本播音演技研究所東京總校的培訓部門學習。
2003年10月1日，她從Triangle轉入I'm Enterprise。
她於2018年11月5日宣布結婚。

## 人物
方言：關西方言（京都方言）。
興趣、特長：彈奏電子琴。從小時候開始，她就對音樂很有興趣，上過電子琴課，也加入了銅管樂隊。她甚至一度想過將來要當電子琴老師。其他興趣、特長有看電影、唱歌、品嘗甜食、接待客人、以及大笑。
資格：家務助理3級。

## 演出
粗體字表示主要角色。

### 電視動畫
年分不詳
- 可愛巧虎島（莉莉）

1999年
- 霹靂酷樂貓（娜娜[8]）
- 麻煩巧克力（日语：トラブルチョコレート）（小豆）

2002年
- 柏拉圖之鏈（日语：プラトニックチェーン）（水原香奈惠）

2003年
- 白色十字架 Glühen（雷拉）

2004年
- 雙戀（櫻月由羅）

2005年
- 武器種族傳說（夏爾羅〈夏頓·巴多·塢歐爾羅資〉）
- Canvas2 ～彩虹色的圖畫～（美術社社員）
- 雙戀 Alternative（櫻月由羅）
- 魔法老師！（月詠）

2006年
- 聲優白皮書（影音店店員）
- Papillon Rose New Season（日语：パピヨンローゼ）（鬼神將軍美木〈三女〉）

2007年
- 節哀唷♥二之宮同學（奧城色利）
- 彩雲國物語（朱鸞）

2008年
- Keroro軍曹（女子）
- 野良耳（日语：のらみみ）（女孩子）
- BLEACH（天驅細依）

2022年
- 理科生墜入情網，故嘗試證明。（京都方言指南）

2024年
- 青之壬生浪（鎮民、蕎麥麵店的女兒）

### 遊戲
2004年
- 雙戀（櫻月由羅）

2005年
- 雙戀 Alternative：戀愛、少女與機關槍（櫻月由羅）
- 雙戀島 ～戀愛與泳裝的生存遊戲～（櫻月由羅）

2006年
- 聖靈之心 1—3（2006年—2009年，大道寺綺羅（日语：大道寺きら））3作品
- 鳥籠的另一邊（相樂優深）[9]

2009年
- 水之魔石（賽菲·羅特霍恩）

2019年
- 超異域公主連結☆Re:Dive—方言監修

### 廣播節目
- 超機動放送A/G Master（日语：超機動放送アニゲマスター）內（文化放送：2000年6月3日—6月31日[來源請求]）
- air marine內「跑吧！marine wave」（文化放送：2002年1月6日—1月27日，25時30分—26時00分）
- 小竹、裕美的聲優萬歲！（秋葉原系BB頻道，2005年4月—2005年9月）
- 裕美to由美的小小二人！（日语：ひろみtoゆみのちっちゃいふたり!）（秋葉原系BB頻道，2005年10月—2008年7月）
- 聲優生活向上委員會mini (第2期)（日语：声優生活向上委員会#声優生活向上委員会mini）（Podcasting，2006年2月—4月）

### 廣播劇CD
2000年
- （九十九鈴音）

2001年
- 動畫店長（日语：アニメ店長）系列（西公妃CoCo）

2005年
- （日吉咲可可亞）

2006年
- 魔法老師！廣播劇CD Vol.1（月詠）

2007年
- 隔壁的咪咪子小姐（日语：となりのネネコさん）（山田花）

### 其它
- 心跳時鐘（千歲茜〈京都方言〉）[10][11]

## 外部連結
- 綱掛裕美｜I'm Enterprise （日語）
- （日語）—綱掛裕美的官方個人部落格。